# Hoplopleura johnsonae
Hoplopleura johnsonae är en insektsart som beskrevs av Kim 1966. Hoplopleura johnsonae ingår i släktet Hoplopleura och familjen gnagarlöss. Inga underarter finns listade i Catalogue of Life.